# Mace Windu
Mace Windu es un personaje de ficción del universo de Star Wars. Windu es interpretado por el actor Samuel L. Jackson en la trilogía de precuelas, repitió el papel en la película animada de 2008 Star Wars: The Clone Wars y solo con voz en la película de 2019 The Rise of Skywalker, mientras que Terrence C. Carson expresó al personaje en otros proyectos, como la serie de televisión The Clone Wars. El personaje también aparece en varios medios canónicos y no canónicos de Star Wars, como libros, cómics y videojuegos.
En el universo, Windu es un Maestro Jedi y miembro del Alto Consejo durante los últimos años de la República Galáctica, que maneja un sable de luz de hoja púrpura único y es considerado como uno de los Jedi más poderosos de su tiempo. Es un destacado defensor de la Antigua República en las Guerras Clon, incluso cuando el conflicto lo lleva a cuestionar sus creencias más firmes.

En nombre del Senado Galáctico de la República queda arrestado, Canciller.
Mace Windu a Palpatine en La venganza de los Sith

## Concepción y descripción
Varias encarnaciones tempranas del personaje que se convertiría en Mace Windu se desarrollaron en los borradores originales de Star Wars de George Lucas como el narrador, el hermano de la princesa Leia y el amigo de Luke Skywalker. A través del proceso de redacción y edición, su personaje fue eliminado de la trilogía original, pero fue reintroducido en 1994 cuando Lucas comenzó a escribir la trilogía de precuelas.
Aunque su arma no se vio en pantalla hasta el Episodio II: El ataque de los clones, las figuras de acción lanzadas para el Episodio I: La amenaza fantasma emparejaron a Mace con un sable de luz azul.  Durante la producción de Attack of the Clones, Samuel L. Jackson le preguntó a Lucas si su personaje podía manejar un sable de luz púrpura como una forma de hacer que el personaje fuera fácilmente distinguible en grandes escenas de batalla. Según Jackson, la empuñadura estaba grabada con "bad motherfucker", una referencia a su papel en Pulp Fiction; el grabado no es visible en las películas.

## El Joven Mace
Mace Windu era originario del planeta Haruun Kal, donde nació en los Ghôsh Windu. Después de la muerte de sus padres, él fue otorgado a la Orden Jedi cuando tenía seis meses estándar de edad. Como todos en la Orden, al joven chico Korun le enseñó el Maestro Yoda cuando era un aprendiz, y finalmente se convirtió en un padawan de otro Jedi. Mace entrenó bajo T'ra Saa en algún momento, aunque se desconoce la extensión de ese entrenamiento.
A una edad muy temprana Mace supo de su habilidad inusual de ver puntos de ruptura en la Fuerza y cómo podían afectar todas sus acciones futuras, así como las vulnerabilidades de sus oponentes. Con estas habilidades únicas, él podía ver partes de su futuro, como el sable de luz que finalmente construiría. A los catorce años el Consejo Jedi estaba preocupado por Mace, pues aunque era el mejor de su clase todavía no podía construir el sable de luz sobre el que tuvo visiones muchas veces. Él le informó al consejo que quería un verdadero desafío para encontrar las mejores piezas para su sable de luz. Después de considerarlo, el Consejo envió a Mace, solo, al planeta Hurikane. Durante su misión Mace al principio fue perseguido por los nativos que residían ahí, pero pudo resistirlos fácilmente usando la Fuerza. Cuando ocasionó que uno de los frágiles nativos se destruyera, él entonces dolorosamente lo reconstruyó usando la Fuerza. aprendiendo una valiosa lección acerca de ser un Jedi, los nativos lo recompensaron con un cristal especial de color violeta. Él usó este cristal para construir el sable de luz que había visto en sus visiones, que producía una distintiva luz violeta. Él alternaba entre esta arma y un sable de luz que creó también. También usaba el sable de luz de Eeth Koth, que obtuvo cuando los dos Maestros Jedi intercambiaron sus sables durante la sagrada Concordancia de Lealtad.

## Maestro Jedi
Durante la siguiente década y media, Mace se embarcó en muchas misiones notables que incluyeron su primera visita a su mundo natal Haruun Kal (durante la cual aprendió su idioma nativo Korun) y una donde rastreó y derrotó al asesino Uda-Khalid. Durante su carrera Windu entrenó a muchos para ser Jedi, incluyendo a Echuu Shen-Jon (quien sobreviviría a la Gran Purga Jedi) y a su colega en el Consejo Depa Billaba.
Prodigiosamente talentoso en la Fuerza, Mace pasó pronto las pruebas, y continuó progresando por los rangos de la Orden al lograr el título de Maestro Jedi y, a la notablemente joven edad de 28, fue nombrado en el Consejo Jedi. La invitación del Consejo vino después de los esfuerzos de Windu durante la Revolución Arkaniana, donde combatió al cyborg Gorm, el Disolvedor. Como miembro sénior del Consejo, el mango de su sable de luz fue decorado con electrum, un metal precioso. 
Adicionalmente a sus increíbles habilidades de combate, Windu poseía un raro don. Él tenía una forma única de percepción con la Fuerza, que le permitía ver puntos de ruptura en situaciones, personas y circunstancias. Estos puntos de ruptura revelaban puntos de los que otras cosas dependían. Los puntos de ruptura podían formar enlaces entre personas, criaturas, planetas o naves, y si eran destruidos o utilizados, estos puntos de ruptura podían tener la clave para impedir desastres, sellar el destino, ganar batallas y cumplir la misma voluntad de la Fuerza.
Aparte de ser un guerrero legendario y  muy sensible a la Fuerza, Windu poseía conocimiento extensivo de la historia y filosofía Jedi, y era conocido por sus habilidades diplomáticas. Windu era el enlace primario del Consejo con el Canciller, aunque las Guerras Clónicas lo hicieron cuestionarse sus creencias más firmes. Como un Maestro Jedi y miembro del Consejo, Windu permaneció activo, dirigiendo muchas misiones diplomáticas y para mantener la paz, a lugares como Yinchorr y Malastare. Él también asistió en la mediación del Conflicto Stark. Otra de esas misiones fue a Nar Shaddaa, donde Windu, acompañado de su antigua padawan Depa Billaba, investigó una organización de contrabando de animales. Cuando quedó rodeado por un gran número de truhanes, Depa Billaba llegó a rescatarlo, y acabaron fácilmente con sus asaltantes. Finalmente localizaron la fuente del contrabando, mas solo después de pelear con varios perros akk trastornados, originarios de Haruun Kal. Windu y Billaba finalmente terminarían juntos en Harun Kaal, con resultados trágicos.

## Creando la variante de La Forma VII (Juyo): Vaapad
El maestro Mace Windu fue uno de los grandes maestros en dominar esta técnica. A través de los años aprendió la forma IV con el maestro Yoda y la forma III con Obi-Wan Kenobi. 
Siendo su primera forma la número IV su interés por aprender de otros lo llevó al dominio de las 6 formas, adoptando así sin querer la forma VII. 
Esta forma de combate es, sin lugar a dudas, la más extraña de todas y solamente dos Jedis llegaron a la maestría total del Vaapad; Mace Windu y Depa Billaba (aunque luego caería al Lado Oscuro, pero después de obtener la maestría). Sora Bulq quien instruyó a Quinlan Vos en algunos conocimientos básicos de esta técnica, nunca llegó a obtener la maestría en este arte combativo. Mace Windu mencionaba que Sora sabía “casi tanto como él”, pero no lo suficiente. Sora Bulq ayudó a Windu a desarrollar el Vaapad, pero Bulq y la Padawan de Mace, Depa Billaba, probaron ser débiles al fluido del conglomerado del lado oscuro y de la luz y cayeron al lado oscuro. De esta forma el Vaapad los tomó. El término Vaapad venía de un depredador del planeta Sarapin y sus lunas. El Vaapad no tenía menos de siete tentáculos y el más grande encontrado tenía veintitrés. Los tentáculos de la bestia se movían extremadamente rápido que no había manera de contarlos hasta que la criatura estuviese muerta o reposando. El Juyo estándar contenía rápidos movimientos acompañado de fuertes golpes, en lo que Windu focalizó el Vaapad utilizando la Fuerza y las emociones para repotenciar los ataques (lo que explica porqué Sora y Depa cayeron al lado oscuro utilizándolo). Solo la maestría de Windu y su concentración en el lado luminoso lo previnieron de sucumbir al lado Oscuro. 
El Vaapad requería intensa concentración, altos niveles de habilidad y maestría en las otras formas de combate. Solo con el aprendizaje de las otras formas de combate podían hacer entender a un Jedi el Vaapad; era mucho más demandante que otras técnicas. Para ser un maestro en esta técnica, el Jedi tenía que realizar complicados movimientos y ser más kinético que en otras formas. Esta utilizaba el poder y precisos movimientos de tal manera que mantenían al oponente continuamente fuera de guardia, todos estos atributos que eran necesarios para el control del Vaapad se encontraban en el Maestro Windu. 
El poder del Vaapad era simple: era un canal por el cual la oscuridad interna se reflejaba. Con un estricto control, las propias emociones y los sentimientos oscuros más internos podían transformarse en un poder de luz. El Vaapad era también un superconductor reversible, con el usuario de un lado y el oponente en el otro. El Vaapad podía tomar la ira, el odio y la furia de tu oponente y deflectarla al mismo oponente. En su lucha contra Palpatine, Mace Windu utilizó la propia velocidad, fuerza y odio del Sith en contra de este, como si fuera una llave de Judo. Es el estilo más completo y versátil de todos...

## Guerras Clon
Durante el rescate de Obi-Wan Kenobi, Anakin Skywalker y Padmé Amidala en Geonosis, Windu tuvo la oportunidad de acabar con el conde Dooku sin embargo, su pasado como compañeros se interpuso en el último momento... esto atormentó a Mace durante el resto de su vida ya que pensaba que si hubiera acabado con Dooku allí podría haber detenido la guerra. Poco después es atacado por Jango Fett y, tras esquivar los ataques de un reek, consigue darle el golpe de gracia al cazarrecompensas decapitándolo. 

## Batalla de Geonosis
En 22 ABY, se hizo evidente que un verdadero conflicto militar entre la República Galáctica y la Confederación de Sistemas Independientes se produciría. El Caballero Jedi Obi-Wan Kenobi fue capturado por la Confederación en Geonosis y preparado para ser ejecutado. Habiendo aprendido de esto, Mace Windu, sin esperar a que el Ejército Clon estuviese a disposición de la República encabezó una fuerza de ataque Jedi a Geonosis. Mace, junto con Luminara Unduli, destruyeron los emplazamientos militares Geonosianos que bloquean el camino a la arena en su TX-130 S tanque de combate. Cuando Obi-Wan, Anakin, el Padawan de Obi Wan y la senadora Padmé Amidala (que fueron capturados cuando intentaban salvar a Kenobi) fueron traídos a la arena de Geonosis, Windu reveló a los Jedi y puso su equipo a atacar a Dooku, el líder de la Confederación, que fue personalmente para la supervisión de la ejecución prevista. Un acalorado, pero breve combate siguió, en el que Mace Windu decapitó a un cazarrecompensas llamado Jango Fett, el progenitor de los soldados clon, un acto que se predijo hace milenios por Darth Traya en los tiempos de las Antiguas Guerras Sith. Finalmente, los Jedi fueron superados por los droides de batalla separatistas, pero el Maestro Yoda y los soldados clon los rescataron. Después de eso, Windu y los otros sobrevivientes se sumaron a la batalla como los comandantes militares Jedi. Mace tomó de nuevo el control de su tanque y se estaba moviendo para interceptar al conde Dooku cuando tres de sus Acólitos Oscuros le enfrentan en sus propios vehículos. Mace fue capaz de vencer a tres de ellos, pero el retraso le impidió llegar a Dooku. 
Mace Windu tenía un don muy extraño que le permitía ver en la fuerza lo que el llamaba "Puntos de ruptura", aquellos elementos vitales de los que dependía una situación por completo, un ejemplo es el anterior citado, Windu vio en Dooku el punto de ruptura para terminar con la guerra.

## Depa Billaba
Una de las mayores tragedias para Mace fue la caída en el lado oscuro de su mayor orgullo, su antes aprendiz y luego maestra del consejo jedi Depa Billaba, la cual perdió su camino en una misión en Haruun Kal.
A raíz de los terribles acontecimientos que culminaron en la batalla de Geonosis, el Maestro Mace Windu se ve forzado a iniciar un peligroso regreso a su mundo natal para evitar una crisis potencialmente catastrófica para la República... y enfrentarse a un misterio aterrador que tendrá terribles consecuencias personales. 
El planeta selvático de Haruun Kal, el mundo natal que Mace apenas recuerda, se ha convertido en un campo de batalla para las crecientes hostilidades entre la República y el renegado movimiento Separatista. Hace algún tiempo, el Consejo Jedi envió allí a Depa Billaba, la antigua padawan de Mace y su compañera en el Consejo Jedi, para que organizara a las tribus locales y formase con ellas una fuerza guerrillera que combatiera a los Separatistas, que estaban empleando sus ejércitos de droides para controlar el planeta y su sistema solar, de gran importancia estratégica. Pero tras la retirada de los separatistas, Depa no regresa. La única pista de su desaparición es una grabación codificada encontrada en la escena de una brutal masacre: una grabación que denotaba locura y masacres llena de la oscuridad de la jungla. Una grabación con la voz de la propia Depa. Mace Windu la entrenó, y es el único que puede encontrarla. Solo él puede descubrir qué ha podido cambiarla así. Solo él puede detenerla. 
Atrapados en la Guerra del Verano, Mace se encontró tratando, entre otras cosas, las consecuencias de la guerra religiosa. Sin embargo, era demasiado tarde para salvar a una persona que era como una hija para él. Atraída por el lado oscuro de la Fuerza de Kar Vastor (el último del Gösh Windu, aparte de Mace), Depa atacó y fue derrotada por su antiguo maestro. Al ser devueltos a Coruscant, Billaba quedó flotando en bacta en estado de locura. Aunque sus heridas físicas se curaron, se quedó en estado de coma hasta su fin.

## Misiones
Mace Windu fue uno de los más grandes héroes de las Guerras Clon, siendo una de sus proezas mayores derrotar él solo a un tanque sísmico en Dantooine.

## Ryloth
Cuando el gran Eminencia de la Unión Tecnológica, Wat Tambor, tomó el control del planeta Ryloth, Mace Windu, Mariscal del Gran Ejército de la República, junto con su homólogo, Obi-Wan Kenobi, atacaron la base separatista del sistema, después de que las fuerzas espaciales de Anakin Skywalker, destrozaron el bloqueo que lo azotaba. 
Después de que Kenobi destruyera los cañones que hacían imposible la llegada de refuerzos, en la ciudad de Nabat, Windu desplegó a sus fuerzas a través de la ciudadela contigua a Lessu, con la ayuda de los comandantes Cody y Fox. Tras derrotar a los acorraladores droides en las afueras del pueblo más cercano, Windu habló con el canciller supremo Palpatine, diciéndole de su idea para contactar al líder de la guerrilla Twi'lek, Cham Syndulla. Palpatine expresó su descontento acerca de eso, al igual que el senador de la misma especie, Orn Free Taa. Windu, sin embargo, siempre intentó defender a Syndulla, y cuando su cañonera fue derribada por droides de combate, este personaje y su guerrilla, aparecieron, destrozándolos a todos. Syndulla llegó, y sus fuerzas arrestaron a Windu, que iba tan solo con dos clones. Sus fuerzas lo llevaron en una larga caminata, donde llegaron a lo que parecía un búnker, pero en realidad era una nave de abordaje de la Federación de Comercio totalmente destrozada. Los llevaron a una colonia Twi'lek sobreviviente, en el interior de esta, y de forma muy amable, compartieron su comida con el Jedi y los clones, a cambio de poder hablar con el senador Taa. Lo contactaron, y tras una larga conversación, Syndulla accedió a ayudar al Jedi a derrotar a Tambor y sus fuerzas. Junto con las de Cody y el Escuadrón Luminoso, invadieron la base de Lessu, y tras una ágil maniobra de Windu, lograron destruir a los droides en la entrada, y conectar el puente eléctrico de láseres, para poder entrar en la fortaleza, y finalmente, arrestar a Tambor.

## Batalla de Coruscant y muerte
Cerca del final de las Guerras Clon cuando el general Grievous atacó Coruscant, secuestró al canciller Palpatine y trató de trasladarlo a su nave, la Mano Invisible, Mace Windu fue al rescate de Palpatine, atacó al general, y usó la Fuerza para aplastar las placas que cubrían los órganos de Grievous. Este aplastamiento de sus órganos (los pulmones, en particular) le produjo a Grievous la mayoría de la tos que tendría por el resto de sus días, hasta que Obi-Wan le terminase derrotando. El Aplastón de Fuerza es una de las técnicas más oscuras de la Fuerza conocidas tanto por Jedi o Sith, de modo que su uso por Windu fue algo muy inusual. 
Cuando Palpatine se descubrió como Darth Sidious ante Anakin, este corrió a avisar al Maestro Mace Windu quien le ordenó tajantemente no participar en el arresto y quedarse en el Templo Jedi mientras él y los maestros Saesee Tiin, Agen Kolar y Kit Fisto se ocupaban del Canciller. Palpatine saludó cordialmente a los Jedi como si nada hubiese cambiado, aunque sabía que había empezado el fin del juego. Tras anunciar su arresto encendiendo sus sables, Palpatine esgrimió el suyo propio. Con un rugido Sith sobrehumano, Sidious se lanzó contra ellos y los mató rápidamente, dejando a Mace Windu solo. Palpatine utilizó una combinación del estilo de lucha Ataru y técnicas Juyo contra el Maestro Windu, quien fiel al estilo Vaapad, desarmó al anciano, arrinconándolo con su sable de luz, justo en el mismo momento en el que Anakin entraba en la estancia. Palpatine se defendió lanzando rayos contra Windu, pero este los bloqueó con su sable de luz para hacer que estos rebotasen y quemasen a Palpatine directamente en el rostro, desfigurándoselo terriblemente. Este no dejaba de pedir ayuda a Anakin, pareciendo indefenso y agotado, aunque dado el poder que exhibió más tarde es muy posible que Palpatine estuviese fingiendo la derrota para ganarse la compasión de Anakin. Uno gritaba que tenía el poder de salvar a su mujer, mientras que el otro gritaba que debían matarlo dado su peligrosidad. Cuando Windu fue a darle el golpe de gracia, Anakin tuvo que tomar una decisión y corto el brazo de Windu con su sable de luz en el último segundo. Un atronador impacto de rayos surgieron del traicionero Sidious, lanzándolo por la ventana hacia el vacío. Este suceso marcó el nacimiento del Imperio y la inclinación de Anakin al lado oscuro.
Al quedar solo su historia, Palpatine les hizo creer a los senadores unas mentiras para poder hacer limpieza y el sable de luz de Mace Windu sería encontrado y vendido al senador Sano Sauro que lo tendría como trofeo.

## Viajes
A continuación se presentan los planetas a los que Mace Windu ha ido en sus misiones:
- Hypori
- Ryloth
- Tatooine
- Dantooine
- Toola
- Geonosis
- Polis Massa
- Saleucami
- Haruun Kal
- Boz Pity
- Kamino
- Rodia
- Coruscant (legado).

## Aliados
A continuación se presenta un listado de los aliados a los que Mace Windu ha ayudado:
- Obi-Wan Kenobi.
- Yoda.
- Anakin Skywalker.
- Padmé Amidala.
- Ahsoka Tano.
- Aayla Secura.
- Shaak-Ti.
- Even Piell.
- Canciller Palpatine. (antes de la Orden 66).

## Enemigos
A continuación se presenta un listado de los enemigos a los que Mace Windu ha enfrentado:
- General Grievous.
- Conde Dooku.
- Jango Fett.
- Darth Sidious.
- Darth Vader (Anakin Skywalker del Lado oscuro de la Fuerza, traición y legado).

## Poderes y habilidades
Windu era especialmente conocido por haber sido el que terminó de definir la forma VII Juyo/Vaapad como una forma agresiva y peligrosamente cercana al concepto sith del combate, a eso se le suma el hecho que era extremadamente talentoso con el sable de luz rivalizando en maestría con poderosos duelistas como Yoda(Forma IV:Ataru), el Conde Dooku(Forma II:Makashi), Obi Wan Kenobi(Forma III:Soresu) y Anakin Skywalker(Forma V:Shien/Djem Tam). Respecto a sus habilidades en La Fuerza, Windu poseía instintivamente el poder de ver Puntos de Ruptura (una trama de visiones precognitivas de las cuales dependían las diversas líneas del futuro y las distintas posibilidades). Además de ese excepcional talento Windu usaba telequinesis en toda su extensión llegando incluso a utilizar de vez en cuando poderes oscuros como la Aniquilación con La Fuerza o el Estrujon con La Fuerza. A través de esos usos particulares él se volvió muy talentoso en la telequinesis. Conjuntando todo esto era como una máquina de matar capaz de vencer a cualquier adversario, incluso era bueno luchando cuerpo a cuerpo como se demostró en las guerras clon contra innumerables droides, cuando perdió su sable de luz por unos momentos.

## Entre bastidores
Los primeros escritos originales de George Lucas sobre Star Wars comienzan con su nombre: "Esta es la historia de Mace Windu, un sacerdote Jedi-Bendu de Opucchi, emparentado con Usby C.J. Thape, discípulo Padawan del famoso Jedi".
El sable morado de Mace Windu no es casual. Samuel L. Jackson pidió a George Lucas tener un sable morado para que pudiera encontrarse fácilmente cuando hubiera combates con muchas espadas láser. El director accedió.
El sable láser utilizado en la película lleva las siglas B.M.F. que significa Bad Mother Fucker, la inscripción que Samuel L. Jackson llevaba en la cartera cuando interpretó a Jules Winnfield en Pulp Fiction. Samuel lo conserva aún.
En Lego Star Wars las Crónicas de Yoda, el Conde Dooku admitió que le gusta su sable de luz morado.
IGN incluyó a Mace Windu como el 27º mejor personaje de Star Wars, afirmando que es un componente importante de la serie.
Samuel L. Jackson pidió el regreso de Windu en Star Wars Celebration en 2017 y dijo que "todos sabemos que los Jedi pueden caer desde alturas increíbles y sobrevivir, así que aparentemente no estoy muerto. Sí, tengo dos apéndices en este momento, pero sabemos la larga y rica historia de los personajes de Star Wars que reaparecen con nuevos apéndices".